# Афтаб (село)
Афтаб (перс. آفتاب‎) — село на севере Ирана, в остане Тегеран. Входит в состав шахрестана Тегеран. Является центром дехестана (сельского округа) Афтаб бахша Афтаб.

## География
Село находится в центральной части остана, к западу от автодороги , на расстоянии приблизительно 7 километров (по прямой) к югу от города Тегеран, административного центра шахрестана. Абсолютная высота — 1033 метра над уровнем моря.

## Население
По данным переписи 2006 года население села составляло 116 человек (59 мужчин и 57 женщин). В Афтабе насчитывалось 28 домохозяйств. Уровень грамотности населения составлял 63,8 %. Уровень грамотности среди мужчин составлял 66,1 %, среди женщин — 61,4 %.
В 2016 году в селе имелось 31 домохозяйство и проживало 114 человек (61 мужчина и 53 женщины).